# Революция во имя процветания
Революция во имя процветания (сесото Thalaboliba ea Ntlafatso) — социально-либеральная политическая партия в Лесото, возглавляемая бизнесменом-миллионером Сэмом Матекане.

## История
Партия была организована Сэмом Матекане 22 марта 2022 года.
По предварительным результатам всеобщих выборов в Лесото 2022 года партия получила большинство мест в парламенте страны. Ранее предполагалось, что партия может добиться больших успехов на выборах.
После объявления результатов выборов лидер партии Матекане объявил, что сформирует коалицию с Альянсом демократов и Движением за экономические перемены. Коалиция будет иметь 65 мест в Национальной ассамблее, состоящей из 120 мест.